# Arna (Noorwegen)
Arna is het noordoostelijke stadsdeel van de Noorse stad Bergen. Het heeft 12.231 inwoners (2008) en is daarmee het kleinste stadsdeel van Bergen qua inwonertal. Tot 1972 was het een zelfstandige gemeente.
Plaatsen in het stadsdeel zijn Haukeland, Unneland, Espeland, Rødland, Haugland, Gaupås, Ytre Arna, Indre Arna, Arnatveit, Garnes, Takvam, Songstad en Trengereid.
Arna werd gevestigd als  formannskapsdistrikt (een vroege gemeentevorm) in 1837 onder de naam Haus. In 1870 werd dit gebied opgedeeld in twee gemeentes (kommuner), Haus en Bruvik, en in 1946 ging het deel van Haus dat op het eiland Osterøy lag over naar de gelijknamige gemeente. Ook werd in 1946 de naam van Haus veranderd in Arna. In 1972 werden Arna, Bergen, Fana, Laksevåg en Åsane samengevoegd tot de huidige gemeente Bergen.
Een traditionele naam voor Arna is Ådna. Deze naam komt terug in een aantal plaatsnamen in het stadsdeel, zoals Ådnamarka, Ådnavegen, Ådnatun en Ådnanipa.
De berg Gullfjellet ligt in Arna, op de grens met de gemeente Samnanger. Met 987 meter is het de hoogste van de zeven bergen rond Bergen.
De weg E16 loopt door Arna. Het treinstation van Arna is het eerste station van de Bergensbanen na het hoofdstation van Bergen. Het station werd geopend in 1964, toen de 7,6 kilometer lange Ulrikstunnel onder de berg Ulriken gereed kwam. Tussen Arna en het hoofdstation rijden ook forensentreinen. In Arna bevinden zich nog twee andere stopplaatsen van de Bergensbanen, de halte Takvam  en het station Trengereid.
Zanger Kurt Nilsen, winnaar van World Idol in 2004, woont in het gehucht Gaupås in het stadsdeel Arna.

## Geboren
- Kjetil Knutsen (1968), voetbaltrainer

|  |  |